# Алекс Гонзалес
Аугусто Алехандро Хосе Гонзалес (шп. Augusto Alejandro José González; Мадрид, 13. август 1980), професионално познат као Алекс Гонзалес, је шпански глумац.
Познат је публици по филмовима Икс-мен: Прва класа, Заљубљени шкорпион, Друга рунда, серијама Ел Принципе и Стрипер.

## Биографија
Алекс Гонзалес је рођен 13. августа 1980. у Мадриду. Након што је глумио у кратким филмовима и одиграо мању улогу у Hospital Central, његова ТВ каријера је кренула серијом Un paso adelante, где је играо улогу НЛО-а. Свој деби у играном филму остварио је улогом у Другој рунди (2005), што му је донело номинацију за награду Гоја за најбољег новог глумца.